# Мяки, Яакко Туомасович
Яакко Туомасович Мя́ки (в русской среде Яков Фомич Мяки; 1878—1938) — финский и советский политический деятель.

## Биография
Родился в бедной крестьянской семье. Получил начальное образование в народной школе. В 1896 году начал трудовую деятельность учеником медника в Гельсингфорсе.
С 1899 года — член Социал-демократической партии Финляндии, участник протестных акций. В 1902 году, после ареста и освобождения, уехал в США.
В 1904 году вернулся в Финляндию. В 1908—1919 годах — депутат сейма Великого княжества Финляндского, председатель фракции социал-демократов. Участник гражданской войны в Финляндии (1918) в составе Красной гвардии Финляндии. Принимал активное участие в работе Совета народных уполномоченных Финляндии, занимал пост заместителя народного комиссара земледелия в революционном правительстве Финляндии.
После поражения «красных финнов» в гражданской войне, бежал в Советскую Россию и вступил в РКП(б) в августе 1918 года. С марта 1920 года в Олонецкой губернии. Один из основателей Карельской трудовой коммуны (КТК), был избран в состав первого Карельского революционного комитета коммуны и Карельского Центрального исполнительного комитета. С декабря 1924 года работал заведующим колонизационным отделом Народного комиссариата земледелия Автономной Карельской ССР, секретарём Ухтинского уездного комитета ВКП(б), председателем исполкома Калевальского райсовета, директором совхоза «Бесовец» и олонецкого хлебозавода.
В 1937 году исключён из ВКП(Б), арестован и приговорен к высшей мере наказания как «враг народа». Расстрелян 14 января 1938 года в окрестностях Петрозаводска.
Реабилитирован решением Верховного Суда СССР в 1956 году.